# Adalah

Balanserad våg av rättvisa.

Adalah (arabiska: عدالة, rättvisa) syftar inom islam på att Gud är rättvis. Rättvisa är en av fem pelare av trosuppfattningar inom shiaislam. 
På arabiska betyder ordet "adalah" rättvisa. Med rättvisa menar man rättvisa i alla avseenden, både mellan Gud och människor men även mellan människor sinsemellan. Rättvisa är ett viktigt begrepp, eftersom den ger svar på varför man bör tillbe Gud. Eftersom det bara finns en Gud, ska den guden vara en och allsmäktig (se Tawhid), så bör Gud vara rättvis annars kommer allting att hamna i kaos. I och med att universum verkar efter en ordnat system (ingen vetenskaplig studie visar motsatsen), kan vi dra slutsatsen att rättvisa är den norm som universum verkar efter.
Vidare skall rättvisa vara giltig överallt och alltid.

## Inom shiaislam
De fem pelarna i shiaislam är monoteism, rättvisa, profetskap, ledarskap och domedagen. Profetskapet som är pelaren efter Guds rättvisa är kopplat till Guds rättvisa, på så sätt att islamiska lagar sprids i samhället genom profetskapet för att skapa rättvisa i samhället. Ledarskapet syftar på att det ansvar den islamiske profeten Muhammed hade (förutom uppenbarelse) skulle shiaimamerna ta över efter hans bortgång, fram tills domedagen då sann rättvisa skall skipas.
Varför rättvisa har valts som en av trons pelare är bland annat för att Guds egenskap av att vara rättvis är så pass viktig att flera andra egenskaper återvänder till det. Till exempel att Gud är vis, försörjer skapelsen och är barmhärtig är kopplade till hans rättvisa. Det uppstod även meningsskillnader vid islams början angående Guds rättvisa. Ash'ariter ansåg att människans intellekt inte kunde förstå rättvisa, snarare att vad än Gud gör är rättvist. I kontrast till det ansåg mu'taziliter och shiiter att människans intellekt kan förstå rättvisa och orättvisa handlingar. För att shiiterna skulle särskilja sin skola från andra skolor som hade andra uppfattningar om Guds rättvisa, placerade de rättvisa som en av skolans pelare. En annan anledning är att social rättvisa är den viktigaste komponenten i samhället, därmed är pelaren av rättvisa ett medel för att etablera rättvisa i samhället och för att man ska kämpa mot alla former av förtryck. Samt anser man att universum har skapats enligt gudomlig rättvisa, och att människans samhälle inte kan vara utan det.